# Battaglia di Benevento (212 a.C.)
La battaglia di Benevento venne combattuta nel 212 a.C. fra l'esercito cartaginese condotto da Annone e quello romano, condotto dal console Quinto Fulvio Flacco. Fu il secondo scontro avvenuto non molto distante dalla città di Beneventum nel corso della seconda guerra punica, che si concluse, ancora una volta, a favore dei Romani.

## Contesto storico
Dopo la schiacciante vittoria a Canne (216 a.C.), Annibale raggiunse i primi importanti risultati politico-strategici. Alcuni centri cominciarono a abbandonare i Romani, come Campani, Atellani, Calatini, parte dell'Apulia, i Sanniti (ad esclusione dei Pentri), tutti i Bruzi, i Lucani, gli Uzentini e quasi tutto il litorale greco, i Tarentini, quelli di Metaponto, di Crotone, di Locri e tutti i Galli cisalpini, e poi Compsa, insieme agli Irpini. Annibale, con il grosso dell'esercito, si diresse in Campania dove riuscì ad ottenere dopo una serie di trattative la defezione di Capua che a quell'epoca era ancora, per importanza, la seconda città della penisola, dopo Roma.

### Casus belli
Dopo anni di scontri nell'Italia meridionale, nel 212 a.C., mentre Annibale si trovava ancora nei pressi di Taranto, entrambi i consoli, Q.Fulvio Flacco e Appio Claudio Pulcro, erano nel Sannio, con evidente intenzione di assediare Capua. I Campani, intanto, cominciavano a sentire la fame poiché l'esercito romano aveva impedito loro di seminare nei campi prossimi alla loro città.
Inviarono allora dei messi ad Annibale per chiedergli di inviare a Capua il frumento necessario dai luoghi più vicini, prima che giungessero i consoli con i loro eserciti ad occupare i campi e le strade circostanti. Il condottiero cartaginese ordinò ad Annone di recarsi dal Bruzio in Campania con l'esercito, fornendo ai Campani abbondanti scorte di grano. Annone, nel tentativo di evitare le armate consolari, pose gli accampamenti a 3 000 passi (4,5 km) da Beneventum, e ordinò che il grano, raccolto durante l'estate presso le popolazioni alleate, fosse portato nel suo accampamento sotto la scorta dei suoi soldati. Informò quindi i Campani di tenersi pronti a ritirare il frumento raccolto, dopo aver radunato da tutti i campi circostanti ogni genere di carro e bestia da soma. Livio scrive:
(Livio, XXV, 13.7)
La notizia giunse ai Beneventani, che prontamente inviarono dieci messi ai consoli, accampati nei dintorni di Bovianum. Fu così che il console Fulvio Flacco ebbe l'incarico di dirigersi in Campania. La notte successiva riuscì ad introdursi nella mura di Benevento all'insaputa dei Cartaginesi. Venne poi a sapere che Annone era partito, con una parte dell'esercito, per raccogliere grano e che 2 000 carri erano giunti per prelevarlo e riportarlo a Capua. Si trattava di una folla disordinata e inerme di contadini e schiavi, che aveva creato non poca confusione all'interno dell'accampamento cartaginese.

## Battaglia

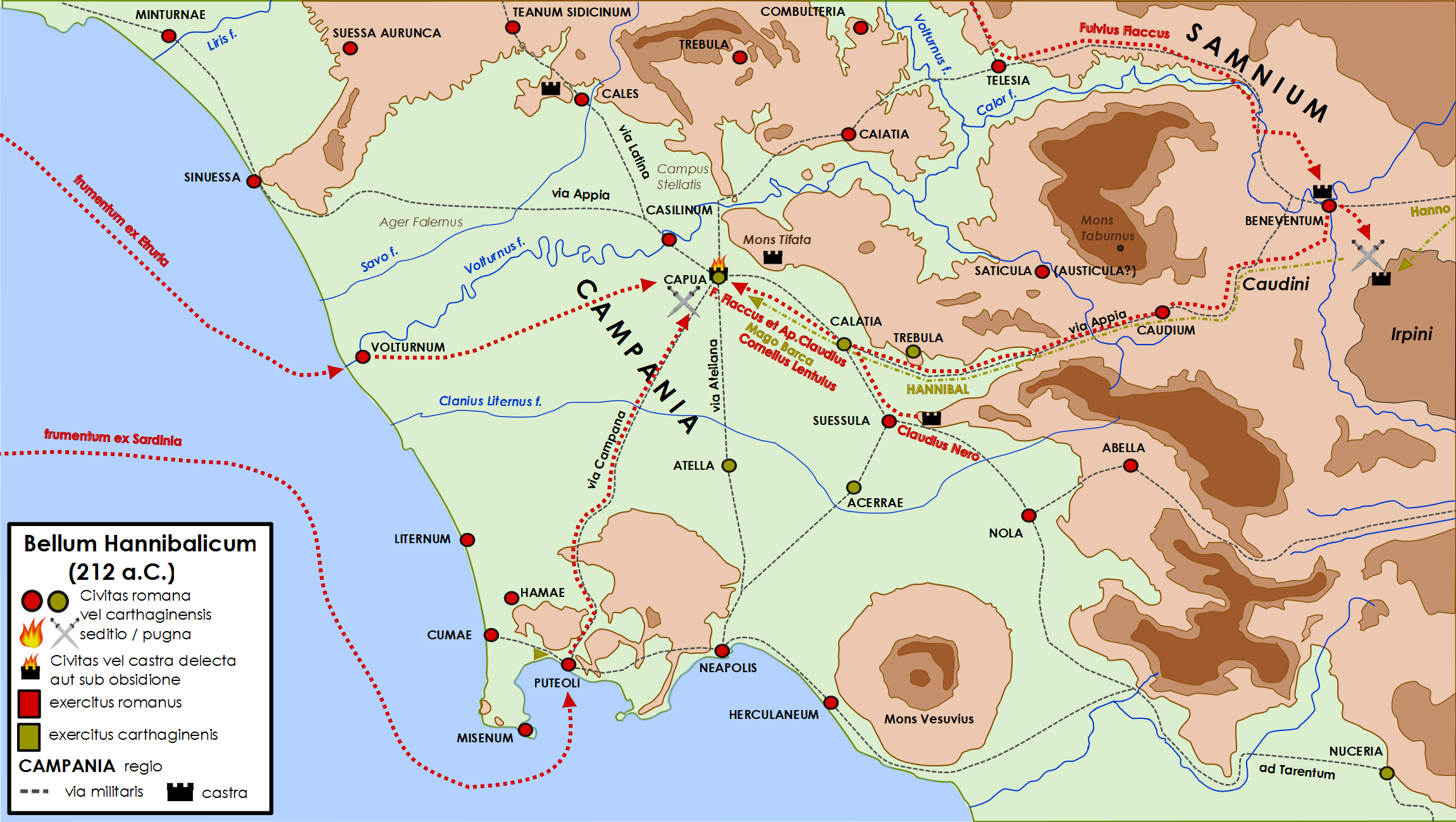
Campagna di Annibale in Campania nel 212 a.C.

Informato di tutto ciò, ordinò alle truppe romane di tenersi pronte la notte successiva per assalire l'accampamento nemico. Partito alla quarta vigilia (tra le 3 e le 6 del mattino), lasciando a Benevento tutti i bagagli (impedimenta) giunse al campo di Annone prima dell'alba. La sorpresa sulle truppe cartaginesi fu tale che, se l'accampamento fosse stato posto in pianura, sarebbe stato preso al primo assalto. Ma era ben difeso dall'altezza del luogo e dalle fortificazioni, che da nessuna parte potevano essere attaccate se non dopo una scalata molto ardua e difficile. All'alba si accese una grande battaglia. I Cartaginesi difendevano il vallum, e trovandosi in posizione favorevole, respingevano i Romani che tentavano di scalarlo.
Assistendo a un assalto che sembrava senza speranza, dove molti tra i Romani erano già feriti o morti, il console, una volta riuniti i legati e i tribuni, dichiarò che era il caso di abbandonare un'impresa tanto temeraria. Pensava di avvicinare il proprio accampamento a quello nemico il giorno successivo, per evitare che i Campani potessero uscirvi o che Annone potesse rientrarvi, attendendo l'arrivo del collega per attaccare insieme il nemico. E mentre veniva suonata la ritirata, molti dei soldati si rifiutarono di obbedire al comandante e contrattaccarono i Cartaginesi.
(Livio, XXV, 14.4-5.)
Grazie a questo gesto di eroismo, anche la legio III si lanciò all'attacco, seguendo il centurione del primo manipolo dei principes, Tito Pedanio, il quale, dopo aver strappato l'insegna al signifer, scavalcò il fossato gridando:
(Livio, XXV, 14.7.)
Lo stesso console, alla vista dei suoi soldati che superavano le fortificazioni nemiche, cambiò parere e incitò i suoi a salvare la coorte di alleati e la legione. La battaglia si accese di nuovo e il furore dei Romani condusse ad una vittoria insperata. La strage che ne seguì vide più di 6 000 Cartaginesi cadere uccisi, oltre a 7 000 fatti prigionieri, insieme con i Campani che erano venuti per raccogliere il frumento; furono presi anche i carri e i cavalli che erano stati preparati, oltre al bottino che Annone aveva fatto durante i suoi saccheggi.

## Conclusioni
Distrutti gli accampamenti nemici, l'esercito romano fece ritorno a Benevento, dove il bottino venne venduto all'asta e poi diviso fra i soldati di ambedue gli eserciti consolari. Ricevettero poi i dona militaria, sia il praefectus sociorum, Vibio Acceo, sia il centurione Tito Pedanio. Annone invece, una volta venuto a conoscenza della disfatta del suo esercito, preferì far ritorno nel Bruzio, «più simile a uno che fugge che a uno che si mette in marcia».